# 喜多誠
喜多 誠（きた まこと、1978年2月15日 - ）は、奈良県大和郡山市出身の元プロバスケットボール選手である。ポジションはポイントガード。169cm、66kg。2018年6月よりBリーグ・香川ファイブアローズのバスケットボールアカデミーのコーチ。

## 来歴
9歳でバスケットボールを始める。郡山南中学校を卒業後、大阪の大商学園高校に進学。2年でウィンターカップ初優勝を経験。一学年上には梶山信吾がいた。

高校卒業後は大阪商業大学に進学し活躍。大学卒業後はデンソーに入社。
デンソーが休部した後は豊田通商、新潟アルビレックスA2、再び豊田通商を経て、2006年ドラフト17位で（デンソーの大先輩青木幹典が指揮を執る）高松ファイブアローズ（現香川）から指名され入団。背番号は0番。2006年12月23日・24日開催の新潟アルビレックスBB戦の活躍でチーム初の週間MVPを受賞。高松の初代キャプテンとして、参入初年度2006-07シーズンの準優勝に貢献するなど活躍した。
2008-09シーズン終了後に高松を退団し、大阪エヴェッサスクールコーチに就任したが、2009-10シーズン途中の11月4日に大阪エヴェッサと選手契約を締結し、現役に復帰。背番号は18番。チームのシーズン準優勝に貢献した。
2010年7月、高松ファイブアローズへ復帰し、再びキャプテンに就任。背番号は20番。2011-12シーズンは現役選手のままアシスタントコーチを兼任。2012-13シーズン開幕の大阪戦2試合ではスリーポイントシュートを9本中8本決めて2連勝に貢献し、自身2度目の週間MVPを受賞。2013-14シーズンより背番号を18に変更。2014-15シーズン終了後に現役を引退し、高松のフロントスタッフ・アカデミーコーチとなった。その後、一旦退団。
2018年6月、香川ファイブアローズバスケットボールアカデミーのコーチに就任。

## 主な競技歴
- 全国クラブ選手権準優勝スタメン
- 高知・岡山国体成年優勝

## 記録
- 2006年12月23・24日開催週  週間MVP
- 2012年10月13・14日開催週  週間MVP

| シーズン         | チーム | GP | GS | MPG  | FG%  | 3P%  | FT%   | RPG | APG | SPG | BPG | TO  | PPG |
| ---------------- | ------ | -- | -- | ---- | ---- | ---- | ----- | --- | --- | --- | --- | --- | --- |
| bjリーグ 2006-07 | 高松   | 40 | 8  | 19.7 | .387 | .307 | .719  | 1.6 | 1.9 | 0.8 | 0.0 | 0.8 | 5.4 |
| bjリーグ 2007-08 | 高松   | 32 | 0  | 12.5 | .402 | .382 | .438  | 1.0 | 1.2 | 0.4 | 0.0 | 0.6 | 2.9 |
| bjリーグ 2008-09 | 高松   | 49 | 2  | 8.0  | .240 | .300 | .857  | 0.7 | 1.0 | 0.4 | 0.0 | 0.4 | 1.6 |
| bjリーグ 2009-10 | 大阪   | 21 | 7  | 13.7 | .390 | .000 | .789  | 1.0 | 1.0 | 0.8 | 0.2 | 0.6 | 2.2 |
| bjリーグ 2010-11 | 高松   | 48 | 36 | 24.0 | .333 | .343 | .877  | 1.5 | 1.3 | 1.0 | 0.0 | 1.1 | 6.5 |
| bjリーグ 2011-12 | 高松   | 52 | 9  | 14.7 | .277 | .313 | .875  | 1.1 | 0.9 | 0.5 | 0.0 | 0.6 | 2.7 |
| bjリーグ 2012-13 | 高松   | 48 | 9  | 13.1 | .347 | .357 | .684  | 0.8 | 1.0 | 0.5 | 0.0 | 0.5 | 2.9 |
| bjリーグ 2013-14 | 高松   | 39 |    | 10.4 | .400 | .316 | 1.000 | 0.5 | 0.6 | 0.5 | 0.0 | 0.4 | 2.3 |
| bjリーグ 2014-15 | 高松   | 47 |    | 5.2  | .313 | .154 | 1.000 | 0.2 | 0.2 | 0.1 | 0   | 0.2 | 0.6 |

## 豆知識
- 高松ファイブアローズ在籍時の背番号の０は無心・チームの輪などの意味がある。
- 好きな食べ物はコロッケ、嫌いな食べ物はエビ。
- バスケを始めたのは兄の影響で9歳から始めた。
- 尊敬するアスリートはイチロー、ダルビッシュ有、三浦知良